# Ponte delle Lanterne
Il Ponte delle Lanterne (in russo: Фонарный мост, Fonarny most) è un ponte di San Pietroburgo che attraversa il fiume Mojka.

## Storia

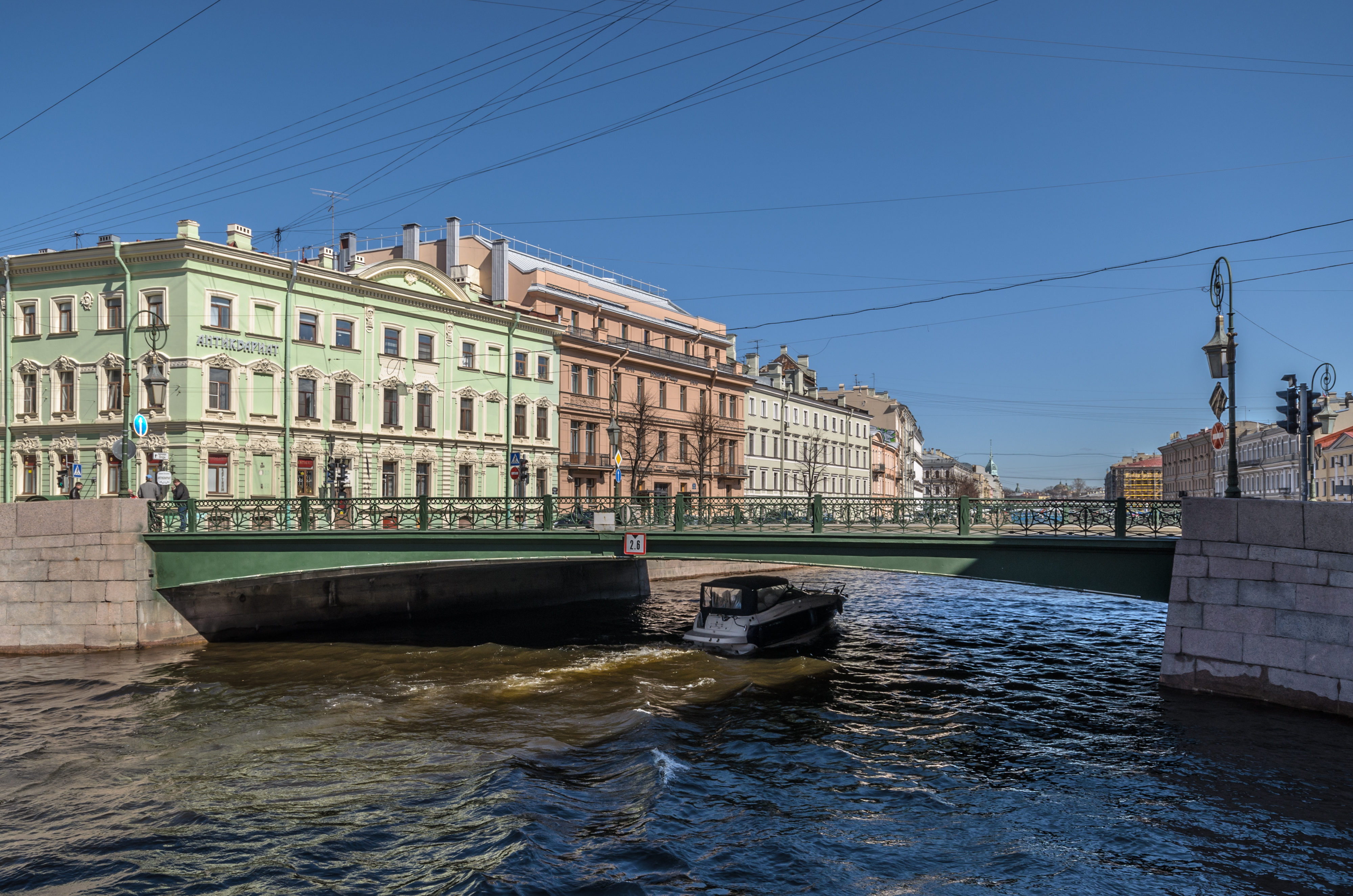
Vista del ponte sullo sfondo.

Il ponte è famoso per i suoi lampioni a forma di chiave di violino rovesciata. Misura 33 metri in lunghezza per 22 in larghezza. Ricostruito più volte, dalla fine del XVIII secolo, quando era stato costruito in legno, fu ricostruito nel 1906 e poi in cemento armato nel 1973 dall'ingegnere L. Soboliev e dall'architetto L. Noskov e restaurato nel 2003-2004.